# تأثیرات تغییر اقلیم بر کشاورزی
تغییرات اقلیمی اثرات بی‌شماری بر کشاورزی دارد که بسیاری از آنها تأمین امنیت غذایی جهانی را برای فعالیت‌های کشاورزی دشوارتر می‌کند. افزایش دما و تغییر الگوهای آب و هوایی اغلب به دلیل کمبود آب ناشی از خشکسالی، موج گرما و سیل منجر به کاهش عملکرد محصولات کشاورزی می‌شود. این تأثیرات تغییر اقلیم همچنین می‌تواند خطر درو و از بین رفتن همزمان محصولات کشاورزی در چندین منطقه را افزایش دهد. در حال حاضر این خطر نادر است، اما اگر این خرابی‌های همزمان محصولات کشاورزی رخ دهد، می‌تواند عواقب قابل توجهی برای تأمین غذای جهانی داشته باشد. انتظار می‌رود بسیاری از آفات و بیماری‌های گیاهی شیوع بیشتری پیدا کنند یا به مناطق جدید گسترش یابند. انتظار می‌رود دام‌های جهان تحت تأثیر بسیاری از همین مسائل قرار گیرند. این مسائل از گرمازدگی بیشتر گرفته تا کمبود خوراک دام و شیوع انگل‌ها و بیماری‌های منتقله از طریق ناقلین را شامل می‌شود. : ۷۴۶ 
افزایش سطح کربن دی‌اکسید در اتمسفر زمین ناشی از فعالیت‌های انسانی (عمدتاً سوزاندن سوخت‌های فسیلی) باعث ایجاد اثر CO2
 می‌شود. این اثر بخش کوچکی از اثرات مضر تغییرات اقلیمی بر کشاورزی را جبران می‌کند. با این حال، این به قیمت کاهش سطح ریزمغذی‌های ضروری در محصولات کشاورزی تمام می‌شود. : ۷۱۷ علاوه بر این، کوددهی با CO2 تأثیر کمی بر محصولات C4 مانند ذرت دارد. در سواحل، انتظار می‌رود برخی از زمین‌های کشاورزی به دلیل افزایش سطح آب دریا از بین بروند، در حالی که عقب‌نشینی یخچال‌های طبیعی از سال ۱۸۵۰ می‌تواند منجر به کاهش آب آبیاری موجود شود. از سوی دیگر، با آب شدن پایایخبندان، ممکن است زمین‌های قابل کشت بیشتری در دسترس قرار گیرند. از دیگر اثرات می‌توان به فرسایش و تغییرات در حاصلخیزی خاک و طول فصل رشد اشاره کرد. باکتری‌هایی مانند سالمونلا و قارچ‌هایی که مایکوتوکسین تولید می‌کنند، با گرم شدن هوا سریع‌تر رشد می‌کنند. رشد آنها اثرات منفی بر ایمنی غذایی، پسماند غذایی و قیمت‌ها دارد.
تحقیقات گسترده‌ای دربارهٔ تأثیرات تغییرات اقلیمی بر محصولات کشاورزی خاص، به‌ویژه چهار قوت غالب یعنی ذرت، برنج، گندم و سویا صورت گرفته است. این چهار محصول اساسی، مسئول تأمین حدود دوسوم از کل کالری مصرفی انسان‌ها هستند؛ چه به‌صورت مستقیم و چه به‌صورت غیرمستقیم از طریق تغذیهٔ دام‌ها این تحقیقات به بررسی ابهامات مهمی می‌پردازند، از جمله رشد جمعیت جهانی در آینده، که انتظار می‌رود تقاضای جهانی برای مواد غذایی را در افق قابل پیش‌بینی افزایش دهد.
از دیگر عوامل نامشخص، می‌توان به میزان فرسایش خاک و کاهش سطح آب‌های زیرزمینی در آینده اشاره کرد. در مقابل، مجموعه‌ای از بهبودهای قابل‌توجه در بهره‌وری کشاورزی که در قالب انقلاب سبز شناخته می‌شود، از سال ۱۹۶۰ تاکنون موجب افزایش عملکرد محصولات در هر واحد سطح زمین به میزان بین ۲۵۰ تا ۳۰۰ درصد شده است. پیش‌بینی می‌شود بخشی از این روند پیشرفت در سال‌های آینده نیز ادامه یابد.: 727 
امنیت غذایی جهانی در کوتاه‌مدت تغییرات چندانی نخواهد داشت. در سال ۲۰۲۱، بین ۷۲۰ میلیون تا ۸۱۱ میلیون نفر دچار سوءتغذیه بودند و حدود ۲۰۰ هزار نفر در سطحی فاجعه‌بار از ناامنی غذایی قرار داشتند. انتظار می‌رود که تغییرات اقلیمی بین ۸ تا ۸۰ میلیون نفر دیگر را تا سال ۲۰۵۰ در معرض خطر گرسنگی قرار دهد. این برآورد به شدت گرمایش آینده و میزان اثربخشی اقدامات سازگاری با تغییر اقلیم بستگی دارد.: 717 
پیش‌بینی می‌شود رشد بهره‌وری کشاورزی تا آن زمان امنیت غذایی را برای صدها میلیون نفر بهبود بخشد. پیش‌بینی‌هایی که به بازه‌های زمانی دورتر، مانند سال ۲۱۰۰ و فراتر از آن می‌پردازند، نادرند. با این حال، نگرانی‌هایی در مورد تأثیر هوای غیرعادی بر امنیت غذایی وجود دارد. با این حال، در وضعیت کنونی، انتظار نمی‌رود که تغییرات اقلیمی در قرن ۲۱ منجر به وقوع قحطی گسترده جهانی شود.